# サッカータヒチ代表
サッカータヒチ代表（サッカータヒチだいひょう）は、タヒチサッカー連盟(Fédération Tahitienne de Football、略称:FTF) によって編成されるサッカーのナショナルチームである。

## 概要
1989年にサッカー連盟が設立。タヒチ島だけでなく、同島が属するフランス領ポリネシア全体を代表する。南太平洋諸国が参加するパシフィックゲームズでは過去5度の優勝を誇るが、これまでにワールドカップの出場歴はない。
2012年6月10日、ソロモン諸島で開催されたOFCネイションズカップ2012の決勝でニューカレドニアを破り、初優勝を成し遂げた。これはオーストラリア（現AFC所属）・ニュージーランド以外のチームとしては史上初の快挙であった。これによりFIFAコンフェデレーションズカップ2013の出場権を獲得し、フル代表としては初めてFIFA主催の国際大会に挑むこととなった。
2013年6月、オセアニア代表としてコンフェデレーションズカップ本大会に出場したが、アマチュア選手が大半を占めるタヒチと各大陸王者との間の実力差は著しく、グループリーグ初戦のナイジェリア戦では1-6、続くスペイン戦では0-10、そしてウルグアイ戦では0-8と3連敗を喫し、あえなく大会を去ることとなった。しかし、タヒチの最後までゴールを目指す姿勢は、地元ブラジルのファンから大きな声援を受け、スペインのフェルナンド・トーレスをはじめ、対戦相手からもフェアプレーを称えるコメントが寄せられるなど、その戦いぶりは多くの注目を集めた。
タヒチにとって最大のハイライトは、初戦のナイジェリア戦でジョナタン・テハウが、大会唯一にしてFIFA主催の国際大会におけるタヒチ代表史上初となる歴史的ゴールを奪った瞬間であった。このゴールに対し、タヒチサッカー連盟は公式ツイッターで「全てのオセアニアの国のゴールだ」と投稿し、その喜びを表現した。

## 成績

### FIFAワールドカップ
タヒチサッカー連盟設立（1989年）以降について記載する。
- 1994年 - オセアニア予選敗退
- 1998年 - オセアニア予選敗退
- 2002年 - オセアニア予選敗退
- 2006年 - オセアニア予選敗退
- 2010年 - オセアニア予選敗退
- 2014年 - オセアニア予選敗退
- 2018年 - オセアニア予選敗退
- 2022年 - オセアニア予選敗退

### OFCネイションズカップ
| 開催年 | 結果               | 試合     | 勝利     | 引分     | 敗戦     | 得点     | 失点     |
| ------ | ------------------ | -------- | -------- | -------- | -------- | -------- | -------- |
| 1973   | 準優勝             | 5        | 2        | 2        | 1        | 7        | 4        |
| 1980   | 準優勝             | 4        | 3        | 0        | 1        | 23       | 9        |
| 1996   | 準優勝             | 4        | 2        | 0        | 2        | 3        | 12       |
| 1998   | 4位                | 4        | 1        | 0        | 3        | 8        | 10       |
| 2000   | グループリーグ敗退 | 2        | 0        | 0        | 2        | 2        | 5        |
| 2002   | 3位                | 5        | 3        | 0        | 2        | 8        | 9        |
| 2004   | グループリーグ敗退 | 5        | 1        | 1        | 3        | 2        | 24       |
| 2008   | 予選敗退           | 予選敗退 | 予選敗退 | 予選敗退 | 予選敗退 | 予選敗退 | 予選敗退 |
| 2012   | 優勝               | 5        | 5        | 0        | 0        | 20       | 5        |
| 2016   | グループリーグ敗退 | 1        | 2        | 0        | 7        | 3        | 5        |
| 合計   | 9/10               | 35       | 19       | 3        | 21       | 76       | 83       |

### FIFAコンフェデレーションズカップ
（出場した大会のみ記載）
| 開催国 / 年 | 成績               | 試合 | 勝利 | 引分 | 敗戦 | 得点 | 失点 |
| ----------- | ------------------ | ---- | ---- | ---- | ---- | ---- | ---- |
| 2013        | グループリーグ敗退 | 3    | 0    | 0    | 3    | 1    | 24   |
| 合計        | 出場1回/優勝0回    | 3    | 0    | 0    | 3    | 1    | 24   |

## パシフィックゲームズの成績
| 開催年 | 結果               | 試合 | 勝利 | 引分 | 敗戦 | 得点 | 失点 |
| ------ | ------------------ | ---- | ---- | ---- | ---- | ---- | ---- |
| 1963   | 3位                | 2    | 1    | 0    | 1    | 19   | 2    |
| 1966   | 優勝               | 4    | 4    | 0    | 0    | 14   | 3    |
| 1969   | 準優勝             | 5    | 3    | 1    | 1    | 19   | 7    |
| 1971   | 3位                | 4    | 2    | 1    | 1    | 41   | 5    |
| 1975   | 優勝               | 5    | 4    | 0    | 1    | 12   | 6    |
| 1979   | 優勝               | 5    | 5    | 0    | 0    | 33   | 2    |
| 1983   | 優勝               | 5    | 5    | 0    | 0    | 25   | 2    |
| 1987   | 準優勝             | 5    | 3    | 1    | 1    | 9    | 4    |
| 1991   | グループリーグ敗退 | 3    | 1    | 0    | 2    | 15   | 5    |
| 1995   | 優勝               | 6    | 6    | 0    | 0    | 35   | 2    |
| 2003   | 4位                | 6    | 3    | 0    | 3    | 25   | 7    |
| 2007   | グループリーグ敗退 | 4    | 1    | 1    | 2    | 2    | 6    |
| 2011   | 3位                | 6    | 3    | 1    | 2    | 28   | 9    |
| 2015   | 準優勝             | 5    | 3    | 1    | 1    | 34   | 4    |
| 合計   | 14/14              | 65   | 44   | 6    | 15   | 311  | 64   |

## ポリネシア・カップの成績
| 開催年 | 結果 | 試合 | 勝利 | 引分 | 敗戦 | 得点 | 失点 |
| ------ | ---- | ---- | ---- | ---- | ---- | ---- | ---- |
| 1994   | 優勝 | 3    | 3    | 0    | 0    | 10   | 1    |
| 1998   | 優勝 | 4    | 4    | 0    | 0    | 27   | 1    |
| 2000   | 優勝 | 4    | 4    | 0    | 0    | 30   | 2    |
| 合計   | 3/3  | 11   | 11   | 0    | 0    | 67   | 4    |

### クープ・ドゥ・ルートル＝メール
- 2008年 – グループステージ敗退
- 2010年 – グループステージ敗退
- 2012年 – 6位

## 歴代代表選手

### GK
- グザヴィエ・サマン 2001-
- ミカエル・ロシュ 2011-

### DF
- ヴァンサン・シモン 2004-
- ニコラ・ヴァラール 2012-

### MF
- ジョナタン・テハウ 2011-
- ロレンツォ・テハウ 2010-
- エイマノ・ブールバール 2011-
- アンリ・キャロワーヌ 2012-

### FW
- マラマ・ヴァイリュア 2013
- アルヴァン・テハウ 2010-
- テアオヌイ・テハウ 2011-
- スティーヴィ・チョン・フエ 2010-

## 歴代監督
- フランソワ・ベルノードン（1973）
- ウンベルト・モッティーニ（1995–1996）
- ジェラール・カウタイ（1996）
- リチャード・ヴァンサム（1997）
- アラン・ルソー / エディ・ルソー（1997–1998）
- レオン・ガルディキオティス（1999–2000）
- パトリック・ジャックメット（2001–2002）
- ジェラールカウタイ（2004-2007）
- エディー・エタエタ（2010–2015）
- パトリス・フラッカドリ（2015）
- ルドヴィク・グラウニャール（2015-2018）
- ナイア・ベネット（2018-2019）
- サミュエル・ガルシア（2019–）